# Anne-Marie Hurst
Anne-Marie Hurst fue la cantante en los grupos Elements (grupo embrionario de Skeletal Family) hasta 1981-1982, y los grupos de rock gótico Skeletal Family (entre 1981 y 1985) y Ghost Dance (entre 1985 y 1989). En estas dos últimas bandas, fue, además, uno de los miembros fundadores. En Skeletal Family actuó en todos sus conciertos anteriores a su firma con Chrysalis Records. Su peculiar color de voz fueron el sello de las bandas donde colaboró.
Después de que Ghost Dance se disolviera en 1990, la cantante siguió trabajando en algunas colaboraciones y haciendo algunas actuaciones ocasionales en 2002 [cita requerida], algún concierto de reunión de Skeletal Family), pero en principio Anne-Marie declaró que no tiene interés en volver al mundo de la música. Sigue viviendo en el área de West Yorkshire, donde nació y creció.